# União (Santo Ângelo)
União é um dos quatorze distritos rurais do município brasileiro de Santo Ângelo, no Rio Grande do Sul. Situa-se a oeste da cidade.
Limita-se com os distritos de Lajeado Cerne, Lajeado Micuim, Restinga Seca, Buriti, Ressaca da Buriti e Colônia Municipal e com o município de Sete de Setembro. Em 2010, o distrito possuía 416 habitantes.